# Queen's Club Championships 2001
I Queen's Club Championships 2001 (conosciuti pure come Stella Artois Championships per motivi di sponsorizzazione) sono stati un torneo di tennis giocato sull'erba. È stata la 108ª edizione dei Queen's Club Championships e faceva parte della categoria International Series nell'ambito dell'ATP Tour 2001.Si è giocato al Queen's Club di Londra in Inghilterra, dall'11 al 17 giugno 2001.

## Campioni

### Singolare
Lleyton Hewitt ha battuto in finale  Tim Henman con il punteggio di 7–6(3), 7–6(3).

### Doppio
Bob Bryan /  Mike Bryan hanno battuto in finale  Eric Taino /  David Wheaton con il punteggio di 6–3, 6–2.